# ماريا مادالينا النمساوية
أرشيدوقة ماريا مادالينا من النمسا (بالإيطالية: Maria Maddalena d'Austria )‏ (و. 1589 – 1631 م) هي سياسية، من النمسا، ولدت في غراتس، توفيت في باساو، عن عمر يناهز 42 عاماً.